# Lucas Foresti

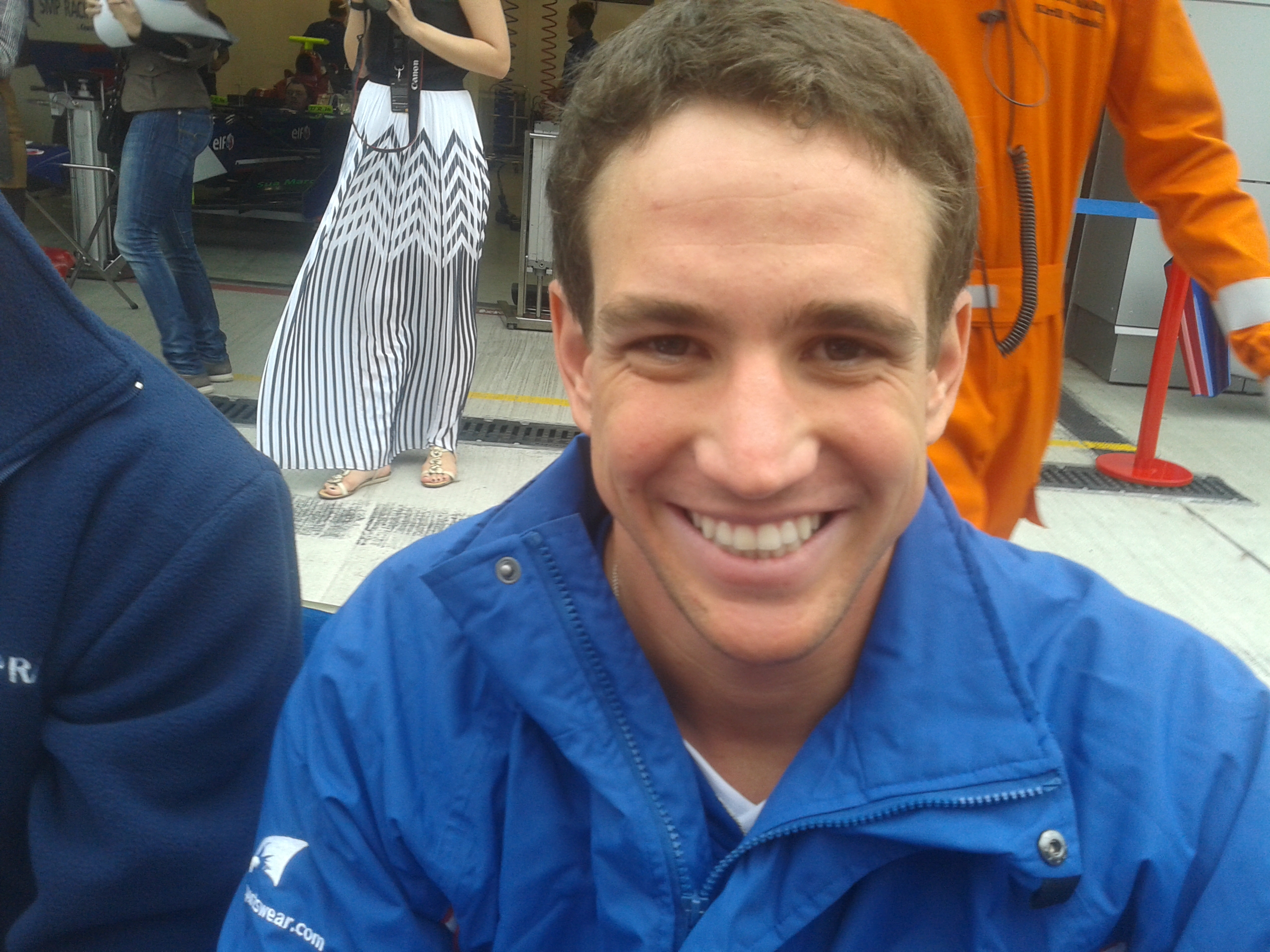
Lucas Foresti 2013

Lucas Foresti (* 12. Mai 1992 in Brasília) ist ein brasilianischer Automobilrennfahrer. Er trat 2012 und 2013 in der Formel Renault 3.5 an.

## Karriere
Nachdem Foresti seine Motorsportkarriere im Junioren-Motocross begonnen hatte, wechselte er 2006 in den Kartsport, in dem er bis 2008 aktiv war. Außerdem gab Foresti 2008 bei zwei Rennen in der amerikanischen Formel BMW sein Debüt im Formelsport und beendete die Saison auf dem 13. Gesamtrang. In der folgenden Saison trat er in der südamerikanischen Formel 3 für Cesario Fórmula an und belegte mit einem Sieg den dritten Platz in der Meisterschaft.
2010 begann Foresti in der neuseeländischen Toyota Racing Series und wurde mit einem Sieg Achter in der Gesamtwertung. Anschließend wechselte Foresti in die britische Formel-3-Meisterschaft. Zunächst hatte er bei Hitech Racing einen Vertrag für die Saison 2010 unterschrieben, allerdings wechselte er noch vor dem ersten Saisonrennen zu Carlin, die in der Saison sechs Rennwagen einsetzten. In Silverstone erzielte er als Dritter seine erste Podest-Platzierung in der britischen Formel-3-Meisterschaft. Am Saisonende belegte er den 13. Gesamtrang. Außerdem erhielt er bei Carlin einen Vertrag für die erste Saison der GP3-Serie, in der er mit einem zweiten Platz als bestes Resultat 19. in der Gesamtwertung wurde. Bei Terminüberschneidungen startete er in der britischen Formel-3-Meisterschaft. Darüber hinaus kehrte er für sieben Rennen in die südamerikanische Formel-3-Meisterschaft zurück. Dabei gewann er drei Rennen. 2011 absolvierte Foresti seine zweite Saison in der britischen Formel-3-Meisterschaft für Fortec Motorsport. Mit drei Siegen verbesserte er sich auf den siebten Meisterschaftsrang.
Nach 2011 gewann Foresti 2012 zum zweiten Mal das im Autódromo José Carlos Pace ausgetragene F3 Brazil Open. Anschließend kehrte er nach Europa zurück, wo er 2012 für DAMS an der Formel Renault 3.5 teilnahm. Während sein Teamkollege Arthur Pic mit einem Sieg Achter wurde, erreichte Foresti mit einem siebten Platz als bestem Ergebnis den 23. Platz im Gesamtklassement. 2013 wechselte Foresti innerhalb der Formel Renault 3.5 zu SMP Racing by Comtec. Foresti blieb ohne Punkte und beendete die Saison auf dem 26. Gesamtrang. Sein Teamkollege Daniil Mowe erzielte zwölf Punkte.

## Statistik

### Karrierestationen
| - 2006–2008: Kartsport - 2008: Amerikanische Formel BMW (Platz 13) - 2009: Südamerikanische Formel 3 (Platz 3) - 2010: Toyota Racing Series (Platz 8) | - 2010: Britische Formel 3 (Platz 13) - 2010: GP3-Serie (Platz 19) - 2010: Südamerikanische Formel 3 (Platz 8) - 2011: Britische Formel 3 (Platz 7) | - 2012: Formel Renault 3.5 (Platz 23) - 2013: Formel Renault 3.5 (Platz 26) |